# U-100 (1940)

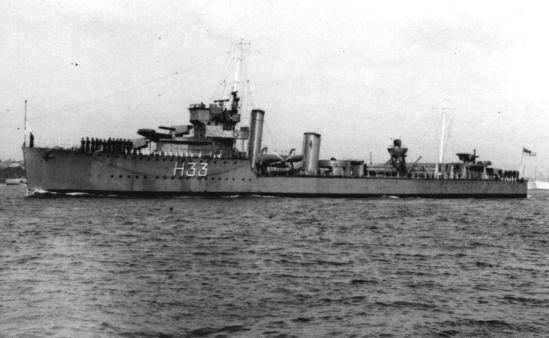
HMS Vanoc

U-100 — средняя немецкая подводная лодка типа VIIB времён Второй мировой войны.

## История
Заказ на постройку субмарины был отдан 15 декабря 1937 года. Лодка была заложена 22 мая 1939 года на верфи «Германиаверфт» в Киле под строительным номером 594, спущена на воду 10 апреля 1940 года. Лодка вошла в строй 30 мая 1940 года под командованием капитан-лейтенанта Иоахима Шепке (кавалер Рыцарского Железного креста с дубовыми листьями)

### Флотилии
- 30 мая — 1 августа 1940 года — 7-я флотилия (учебная)
- 1 августа 1940 — 17 марта 1941 года — 7-я флотилия

### История службы
Лодка совершила 6 боевых походов. Потопила 25 судов суммарным водоизмещением 135 614 брт, повредила 4 судна суммарным водоизмещением 17 229 брт, одно судно после повреждений не восстанавливалось (2 205 брт). Участвовала в нападении на североатлантические конвои OA-204, HX-72, SC-7, НХ-79, SC-11, OB-256.
U-100 была потоплена 17 марта 1941 года к юго-востоку от Исландии, примерные координаты 61° с. ш. 12° з. д., после тарана и глубинной бомбардировки с британских эсминцев HMS Walker и HMS Vanoc. 38 человек погибли, шестеро спаслись. U-100 стала первой лодкой, потопленной в результате применения радара: HMS Vanoc обнаружил её, скрывающуюся в надводном положении под покровом облачной ночи, которая ранее всегда обеспечивала защиту субмарин от обнаружения.

### Волчьи стаи
U-100 входила в состав следующих «волчьих стай»:
- безымянная 20 сентября — 22 сентября 1940
- безымянная 17 октября — 19 октября 1940
- безымянная 19 октября — 20 октября 1940

### Атаки на лодку
- 17 августа 1940 года U-100 сразу после обнаружения конвоя была атакована эсминцем, заставившим её погрузиться и сбросившим 7-8 глубинных бомб. Так как гидрофоны на лодке не работали, то местоположение конвоя было утеряно.
- 22 сентября 1940 года после успешной атаки на конвой HX-72 U-100 выпустила последнюю торпеду по транспорту Putney Hill, но промахнулась и была отогнана тремя выстрелами из его корабельного орудия.
- 21 октября 1940 года во время атаки на конвой HX-79 лодка выпустила торпеду по танкеру, но промахнулась и была им обстреляна. Повреждений не было.
- 23 ноября 1940 года после успешной атаки на конвой SC-11 эскортный эсминец артогнём заставил лодку погрузиться а затем атаковал её глубинными бомбами, тем самым выведя из строя её гидрофон.